# Porites densa
Porites densa är en korallart som beskrevs av Vaughan 1918. Porites densa ingår i släktet Porites och familjen Poritidae. IUCN kategoriserar arten globalt som nära hotad. Inga underarter finns listade i Catalogue of Life.